# Edmond de Biéville
Pour les articles homonymes, voir Biéville (homonymie).
Ne doit pas être confondu avec Charles Desnoyer.
Charles-Henri-Étienne-Edmond Desnoyers de Biéville, né le 30 mai 1814 dans l'ancien 2e arrondissement de Paris et mort le 1er janvier 1880 à Paris 10e, est un journaliste et auteur dramatique français.

## Biographie
Edmond Desnoyers de Biéville est le fils de Charles Adrien Desnoyers et d'Anne Raison Le Duc de Biéville (fille du commanditaire de l'hôtel Le Duc de Biéville), ainsi que le frère de Fernand Desnoyers. Élève à l’École militaire de Saint-Cyr en 1832, il débute ensuite, sous le pseudonyme d’« Edmond de Biéville », qu’il a depuis obtenu l’autorisation de porter, dans le vaudeville, qui ont alimenté principalement le répertoire des scènes de genre. Il écrivit quelques pièces avec Emmanuel Théaulon et Narcisse Fournier, puis se lia d’amitié avec Eugène Scribe et Jean-François Bayard, dont il devint un des plus assidus collaborateurs. Il a produit en tout une cinquantaine de pièces qui ont été représentées au Gymnase, au Vaudeville, au Variétés, au Palais-Royal, à la Gaîté, aux Folies-Dramatiques, à l’Opéra-Comique, au Théâtre-Français.
En 1856, il fut chargé, en remplacement de Matharel de Fiennes, de la rédaction des comptes rendus dramatiques au journal Le Siècle jusqu’à sa mort, lorsqu’il fut emporté en quelques jours par une fluxion de poitrine. Il appartenait à la Société des auteurs dramatiques. Au cimetière de Montmartre, où il a été enterré, Eugène Labiche et Oscar Comettant s’exprimèrent, suivis du pasteur Dide, qui a prononcé une allocution relatant sa bravoure sous le siège de 1870-1871, malgré son âge, a fait le service, mais a donné à la patrie ses deux fils, dont un de dix-neuf ans. Il était le frère du poète Fernand Desnoyers (1826-1869).

Selon Francisque Sarcey, « Biéville connaissait le théâtre comme personne. Il était doué d’une mémoire prodigieuse, et savait à merveille tout le répertoire de la Restauration et du règne de Louis-Philippe. » Charles Monselet était beaucoup moins indulgent : 

« La mesure qu’il avait apportée au théâtre, il la reporta dans le journal. Il ne fallait lui demander ni du brillant, ni de l’original, ni du léger ; il était tout en conscience, rien qu’en conscience. Avec lui on était certain d’avoir un honnête compte rendu : d’abord l’analyse fidèle de la pièce, ensuite une appréciation courtoise du jeu des acteurs ; pas davantage.
C’était comme la soupe et le bœuf dans les diners de famille. Je ne crois pas qu’il ait compris grand-chose aux divers mouvements littéraires qui se sont produits autour de lui, il accueillait indifféremment tous les genres et toutes les écoles. […] En tout autre temps que le nôtre, l’administration eût victorieusement disputé M. de Biéville à la littérature. »

## Œuvres

### Théâtre
- 1836 : L'Homéopathie, comédie-vaudeville en un acte de Biéville et Narcisse Fournier, Gymnase-Dramatique (13 octobre)
- 1837 : Sans nom ! ou Drames et Romans, mystère-folie-vaudeville en un acte de Biéville et Théaulon, Gymnase-Dramatique (22 juillet)
- 1837 : De l'or ! ou le Rêve d'un savant, comédie en un acte mêlée de couplets de Biéville et Bayard, Gymnase-Dramatique (11 novembre)
- 1839 : Geneviève la blonde, comédie-vaudeville en deux actes de Biéville et Bayard, Variétés (22 mai)
- 1840 : Les Enfants de troupe, comédie en deux actes mêlée de chants, de Biéville et Bayard, Gymnase-dramatique (16 janvier)
- 1842 : Talma en congé, vaudeville en un acte de Biéville et Charles Redier, Gymnase-Dramatique (31 juillet)
- 1844 : Au bord de l'abîme, ou Un roman à la mode, comédie-vaudeville en un acte de Biéville et Fournier, Gymnase-Dramatique (15 novembre)
- 1845 : La Contrebasse, vaudeville en un acte de Biéville, Palais-Royal (1er juillet)
- 1845 : Les Couleurs de Marguerite, comédie-vaudeville en deux actes de Biéville et Bayard, Gymnase-Dramatique (4 octobre)
- 1847 : La Sirène du Luxembourg, ou l'Amour et la Police, comédie-vaudeville en deux actes de Biéville et ***, Variétés (30 juillet)
- 1848 : La Femme blasée, comédie-vaudeville de Biéville et Fournier, Gymnase-Dramatique (8 mars)
- 1848 : Éric ou le Fantôme, drame en trois actes de Biéville et Fournier, théâtre de la Gaîté (23 mai)
- 1849 : L'Année prochaine, ou Qui vivra verra, comédie-vaudeville en un acte de Biéville et Bayard, Gymnase-Dramatique (28 décembre)
- 1852 : Los dansores espagnolas, jocosa toquadillas en un acte de Biéville et Bayard, Palais-Royal (3 février)
- 1852 : Une poule mouillée, vaudeville en un acte de Biéville et Bayard, Palais-Royal (9 novembre)
- 1852 : Le Fils de famille, comédie-vaudeville en trois actes de Biéville et Bayard, Gymnase-Dramatique ( 25 novembre)
- 1856 : Les Fanfarons du vice, comédie en trois actes de Biéville et Dumanoir, Gymnase-Dramatique (6 juin)